# Przymiarki (powiat biłgorajski)
Przymiarki – wieś w Polsce położona w województwie lubelskim, w powiecie biłgorajskim, w gminie Księżpol.
| SIMC    | Nazwa            | Rodzaj    |
| ------- | ---------------- | --------- |
| 0892412 | Przymiarki Dolne | część wsi |
| 0892429 | Przymiarki Górne | część wsi |

W latach 1975–1998 miejscowość należała administracyjnie do województwa zamojskiego. 
Wieś jest sołectwem w gminie Księżpol. Według Narodowego Spisu Powszechnego z roku 2011 wieś liczyła 207 mieszkańców i była dwunastą co do liczby ludności miejscowością gminy.
Wierni Kościoła rzymskokatolickiego należą do parafii 
Podwyższenia Krzyża Świętego w Księżpolu.